# Fernando Fernández Martín
Fernando Fernández Martín este un om politic spaniol, membru al Parlamentului European din partea Spaniei.
1. ↑  Deputații în Parlamentul European